# Final Fantasy Crystal Chronicles: The Crystal Bearers
Final Fantasy Crystal Chronicles: The Crystal Bearers (ファイナルファンタジークリスタルクロニクル クリスタルブェアラー, Fainaru Fantajī Kurisutaru Kuronikuru Kurisutaru Bearā) é um jogo da subsérie Final Fantasy Crystal Chronicles para o Nintendo Wii. Foi anunciado ao público na E3 em Maio de 2006. O jogo começou a ser distribuído ao público a partir de 12 de Novembro de 2009 no Japão, e a partir de 26 de Dezembro nos Estados Unidos.

## Enredo
O novo capítulo da série que ocorre mil anos após os eventos do original Final Fantasy Crystal Chronicles, onde a tecnologia tem avançado a seu pico e magia é considerada tabu e somente os Bearers conseguem utiliza-la. O jogo começa com o protagonista, Leal, num pequeno avião conversando com Keiss, seguindo um dirigível com várias pessoas relaxando e o General do exercito Jegran. Leal para a conversa com Keiss pois sente algo estranho vindo dos céus, então vê uma ave do estranha e pega sua arma e pula do avião em que estava, ele atira em várias aves até chegar no dirigível onde estão as pessoas, ao chegar lá vê várias aves ``petrificadas´´ por Jegran, ao chegar lá uma fenda se abre, Leal usa magia e puxa Amidatelion(uma Yukie), todos ficam surpresos pois os Yukies haviam sido extintos e eram os únicos além dos Bearers que podem usar magia, Amidatelion tira de dentro de si o Crstal Eye(um dos 7 cristais mágicos) que havia desaparecido junto com os Yukies, ela Leal começam a lutar, Leal consegue pegar o Cristal Eye e Amidatelion  foge. Apos isso Keiss sobe à patente de coronel do exército e persegue Amidatelion com a ajuda de Leal. Eles a encontram nas Snowlfields(o que seria um dos polos), mas não eram os únicos a estar lá Blaze(um Bearer) também estava lá, ele é derrotado por Leal e foge, depois Jegran e o exercito da Capital Alfitaria aparecem a procura de Amidatelion, Leal mente e diz que ele e Keiss não viram Amidatelion mas Jegran não acredita e manda os soldados atirarem, Amidatelion salva Leal e depois foge em uma ave, Leal pega um Chocobo e vai atrás dela para saber porque o salvou, mas ambos acabam em uma aeronave caída, Jegran chega e é atacado pelo fogo de Blaze, ele escapa do 1º ataque, e decide encarar Blaze cara a cara, Blaze o ataca novamente e ele petrifica o Chocobo e o usa como escudo, Blaze percebendo que ele também é um Bearer tenta fugir, mas também é petrificado e morto, depois Jegran fala que quer tomar o trono de Althea(princesa de Alfitaria) e depois entra na nave, Leal e Amidatelion conseguem fugir, mas Amidatelion se fere na fuga e ambos são encurralados pelo exército, com a ajuda de Keiss consegue fugir para o Edge of Oblivion(onde Amidatelion e os Yukies ficavam), Lá Amidatelion se recupera e Leal descobre que ela só quer que os Yukies voltem para o mundo, Leal ouvindo aquilo volta para Alfitaria para avisar Althea, Leal fica sabendo de um baile que haverá no castelo e entra de penetra, lá avisa Althea, mas esta não da ouvidos, Leal vai embora e promete provar para ela que Jegran quer assumir o poder. Depois Leal se encontra com Amidatelion nas ruínas subterrâneas, sem saber e seguido por Jegran. Lá ele e Amidatelion são atacados por Jegran, ele derruba Leal e quando iria petrifica-lo Amidatelion entra na frente e é petrificada, Leal foge e sai nas ruínas do monumento da vitória, onde havia vário soldados e Althea esperando, Leal pergunta a Jegran porque ele estava fazendo aquilo, sem saber que os guardas e Althea estavam lá Jegran conta o plano, após saber que todos ouviram ele ataca Leal, mas é derrotado e preso. Quando estava sendo transportado para a prisão de Alfitaria, Jegran consegue fugir e toma posse do dirigível, Leal vai até onde está Jegran e se une ao Cristal Eye para derrotar Jegran, ambos caem do penhasco, mas com a ajuda dos Yukies Leal sobrevive. Althea aceita que os Yukies voltem ao mundo, Keiss sobrevoa todos os locais do jogo, aparece uma menina em um barco observando os pássaros, quando venta e leva seu chapéu, mas Leal usa magia e o pega de volta.

## Jogabilidade
Esse é o primeiro jogo da Square Enix desenvolvido exclusivamente para o Wii. Com movimento orientado, jogabilidade e controles intuitivos acessíveis para os jogadores de todos os níveis,  grande variedade de ações e missões, incluindo voo e estilo tiro em terceira pessoa.